# Glaucosaurus
Glaucosaurus is een geslacht van uitgestorven kleine edaphosauriden uit het Vroeg-Perm. 

## Naamgeving
De typesoort Glaucosaurus megalops werd in 1915 benoemd door Samuel Wendell Williston. De geslachtsnaam betekent 'glanzend reptiel'. De soortaanduiding betekent 'groot gezicht'.
Glaucosaurus is alleen bekend van zijn holotype, FMNH 691, een gedeeltelijke schedel en onderkaak, waaraan de achterzijde ontbreekt.

## Beschrijving
De schedel heeft slechts een bewaarde lengte van drie centimeter. De snuit is spits en de oogkassen zijn groot. In de bovenkaken staan per helft minstens achttien tanden.

## Fylogenie
Bijna alle beennaden zijn geërodeerd wat een interpretatie van de botten hindert. Desalniettemin is er brede overeenstemming dat Glaucosaurus niet alleen een edaphosauride is, maar een naaste verwant van Edaphosaurus zelf.
Alle bekende sphenacodonten zijn carnivoren, behalve bepaalde therapsiden. Glaucosaurus is duidelijk geen therapside, omdat het traanbeen het neusbeen bereikt, de septomaxilla groot is en er geen speciale snijtanden zijn. En het is net zo duidelijk geen carnivoor, omdat het snijranden op de tanden of snijtanden mist. Het is dus zeer waarschijnlijk dat het een edaphosauriër is. Ervan uitgaande dat dit het geval is, ligt hij zeer dicht bij Edaphosaurus, omdat alleen Glaucosaurus en Edaphosaurus zowel hoektanden als een hoektandsteun volledig missen, de transversale flens van de pterygoïde missen en prefrontalia hebben met een ventraal (aflopend) uitsteeksel dat is verbreed naar het midden van de schedel als voorste behuizing voor de oogbol. Glaucosaurus verschilt echter van alle bekende soorten van Edaphosaurus door een proportioneel zeer lang bovenkaaksbeen en in de even extreme lengte van het ventrale uitsteeksel van het prefrontale.